# Любучаны (деревня)
Любучаны — деревня в Чеховском районе Московской области, в составе муниципального образования сельское поселение Любучанское (до 29 ноября 2006 года входила в состав Любучанского сельского округа), деревня связана автобусным сообщением с райцентром и соседними населёнными пунктами.

## География
Любучаны расположены примерно в 14 км (по шоссе) на северо-восток от Чехова, на безымянном притоке реки Рожайка (правый приток реки Пахры), высота центра деревни над уровнем моря — 169 м. На 2016 год в Любучанах зарегистрирована 1 улица — Совхозная
и 2 садовых товарищества.

## История
Упоминания в летописях:
- 1572 — первое упоминание в летописях связано с нападением Крымского хана Девлета I Гирея: тогда в окрестностях села произошло крупное сражение.
- 1606 — крестьянская армия под предводительством Ивана Болотникова победоносно прошла мимо Любучан на Москву.
- 1812 — в связи с партизанскими вылазками полковника Н. Д. Кудашева.

Любучаны упоминаются в писцовой книге 1627 г. как сельцо «Гришино, Любучаны тож». Значение первого из этих названий очевидно. Второе же, видимо, связано с предполагаемым некалендарным личным именем Любуч. Вероятно, первоначально оно имело форму Любучань, впоследствии превратившуюся в Любучаны. Название сформировалось не позже начала XVI в., так как в источниках XVI в. упоминается ряд помещиков Любочениновых либо Любучениновых, фамилия которых могла быть образована от этого названия.
Возле деревни в советское время строительство завода пластмасс. Посёлок Любучаны, выросший при заводе получает такое же название, что и деревня.

### Никольская церковь
Храм Николая Чудотворца (здание постройки начала XIX века) снесён в 1930-е годы, в 1960-е на его месте (и территории погоста при храме) возведены жилые дома. 
Архитектором церкви был А. Ф. Крюгер, приглашенный в 1893 году для строительства корпусов психиатрической больницы в усадьбе Мещерское. Он являлся до этого помощником рязанского губернского архитектора и затем смотрителем зданий Московско-Рязанской железной дороги. 
А. Ф. Крюгер создал проект и осуществил перестройку в 1895—1897 гг. церкви, датированной 1789 годом, в селе Любучаны, где реализовывался проект патронажной реабилитации душевно больных Мещерской больницы, проживавших в семьях местных крестьян. Крюгер пристроил к храму трапезную и шатровую колокольню.

## Население
| 2002 | 2006 | 2010 |
| ---- | ---- | ---- |
| 160  | ↗163 | ↘159 |